# Bonnerichthys
Bonnerichthys gladius
Genre
Espèce
Synonymes
- Portheus gladius Cope, 1873

Bonnerichthys est un genre éteint de poissons marins de la famille des Pachycormidae dont les fossiles datent de la partie supérieure du Crétacé supérieur, il y a environ entre 85 et 66 Ma (millions d'années).
La seule espèce connue est Bonnerichthys gladius, décrite par Edward Drinker Cope en 1873 sous le protonyme de Portheus gladius.

## Description
Bonnerichthys gladius mesurait 6 mètres de longueur. Ses proches parents sont Leedsichthys problematicus du Jurassique moyen et supérieur et Rhinconichthys de la base du Crétacé supérieur.

## Biologie
Il se nourrissait de plancton par filtration de l'eau de mer (microphagie suspensivore), une niche occupée aujourd'hui par certaines espèces de requins et de cétacés à fanons (mysticètes).

## Étymologie
Le nom du genre Bonnerichthys est une combinaison basée sur Bonner, en l'honneur de la famille Bonner, de Scott City au Kansas, qui a fait de nombreuses découvertes dans la formation de Niobrara, suivi de -ichthys, dérivé du grec ancien ἰχθύς, ikhthús, « poisson »

## Publications originales
- Genre Bonnerichthys :
  - (en) Matt Friedman, Kenshu Shimada, Larry D. Martin, Michael J. Everhart, Jeff Liston, Anthony Maltese et Michael Triebold, « 100-million-year dynasty of giant planktivorous bony fishes in the Mesozoic seas », Science, Amérique septentrionale, AAAS, vol. 327, no 5968,‎ 1er février 2010, p. 990-993 (ISSN 0036-8075 et 1095-9203, OCLC 1644869, PMID 20167784, DOI 10.1126/SCIENCE.1184743, lire en ligne).
- Espèce Bonnerichthys gladius sous le taxon Portheus gladius :
  - (en) E. D. Cope, « On Two New Species of Saurodontidæ », Proceedings of the Academy of Natural Sciences of Philadelphia, Philadelphie, Académie des sciences naturelles de Philadelphie, vol. 25, no 2,‎ 1873, p. 337-339 (ISSN 0097-3157 et 1938-5293, OCLC 1382862, JSTOR 4624342, lire en ligne).